# باشگاه فوتبال دائجئون هانا سیتیزن
باشگاه فوتبال دائجئون هانا سیتی‌زن (انگلیسی: Daejeon Hana Citizen) یک باشگاه فوتبال از کره جنوبی است که در شهر دائجون منطقه هوسئو قرار دارد.